# 怪物緝捕令

《怪物緝捕令》在Netflix的宣傳圖

《怪物緝捕令》（英語：Glitch Techs）是由Eric Robles和Dan Milano為Nickelodeon和Netflix創作的美國動畫劇集。該系列於2020年2月21日在Netflix首播，第二季於同年8月17日首播。

## 故事簡介
「有人真的知道遊戲故障究竟發生了甚麼嗎？」遊戲故障時出現的怪物「蟲怪」把電玩角色變成電子怪物，抓怪先鋒們奉命抓捕、修復破壞，消除記憶。意外成為抓怪先鋒的小五和米可組成抓怪雙人組，藉以電玩店上班掩飾他們的真正工作。

## 角色
小五﹙High Five﹚由Ricardo Hurtado配音
網名「High Five」，抓怪雙人組之一。擅長思考分析，但有時會想太多。
喜歡遊戲但習慣把工作放首位，原本在祖父的餐車幫忙工作。
收到遊戲大賽邀請後
米可﹙Miko Kubota﹚由Monica Ray配音
網名「Me K.O.」，抓怪雙人組之一。性格樂觀開朗，性急缺專注力。對失憶裝置免疫。
熱愛遊戲甚至到廢寢忘食的地步，因此跟家人有一定分歧。
米奇·威廉姆斯﹙Mitch Williams﹚由Luke Youngblood配音
市內頭號玩家，性格驕傲自大。
曾經濫用失憶裝置。
托拉﹙Zahra﹚由Zehra Fazal配音
高級抓怪先鋒，頭戴回教頭巾的女生，擅長支援。
Haneesh由Sandeep Parikh配音
高級抓怪先鋒，駭客。

## 創作過程
怪物緝捕令在Top Draw Animation提供的服務和澳大利亞的Flying Bark Productions協助下由美國尼克兒童頻道製作。於2016年5月25日公佈。
2019年1月12日，據報導指該系列的製作陷入停滯，劇組成員被解僱。然而Eric Robles後來表示“怪物緝捕令”並未被取消。
2020年初，確認該系列已移至Netflix，並將於2020年2月21日首播。
2020年7月22日，宣布第二季將於8月17日上映。

## 外部連結
- 在Netflix上觀看《怪物緝捕令》
- 互联网电影数据库（IMDb）上《怪物緝捕令》的资料（英文）